# Championnat de Malte de football
Le championnat de Malte de football est une compétition annuelle de football disputée entre clubs maltais. 
Cette compétition est actuellement connue sous le nom de Maltese Premier League et a été créée en 1909.

## Histoire

### Les débuts et l'entre-deux guerres
Le championnat de Malte ou Maltese First Division a été créé en 1909 alors que l'île était encore sous la domination de l'Empire britannique, lors de la première saison, cinq clubs se sont disputé le titre et c'est le Floriana FC qui a été sacré premier champion de Malte.
La compétition entre ainsi dans une ère assez instable, outre les guerres mondiales qui interrompront le championnat à deux reprises, la compétition va surtout connaitre une inconstance de son format à cause principalement de problèmes administratifs. Du championnat à neuf clubs de la saison 1920-1921 à celui à deux clubs durant la saison 1933-1934, le championnat n'aura quasiment pas connu deux saisons consécutives avec le même nombre d'équipes participantes. Il faudra attendre la fin de la Seconde Guerre mondiale pour voir la situation se stabiliser. 
Néanmoins, durant cette période, deux clubs ont pu assoir leur domination sur le championnat, le Floriana FC (12 titres) et le Sliema Wanderers FC (11 titres) ont en effet remporté à eux seul 23 titres sur 31 possibles durant cette période.

### Des années 1940 aux années 1960
Après la guerre, le format du championnat s'est stabilisé assez rapidement à huit clubs, cette période a vu l'essor du troisième grand clubs maltais, le Valletta FC qui a remporté six titres sur cette période, le Floriana FC (8 titres) et le Sliema Wanderers FC (7 titres) ne ont cependant lâché que rarement leur suprématie, seul le Hamrun Spartans et le Hibernians FC ont réussi à remporter quelques titres sur cette période.
Vers le début des années 1960, le football s'étant beaucoup développé en Europe, l'UEFA a instauré un certain nombre de coupes d'Europe auxquelles les clubs maltais ont été invités dès 1961. Ainsi le Hibernians FC qui avait remporté son premier titre de champion l'année précédente, a été le premier club maltais à participer à la Coupe des clubs champions et le Floriana FC vainqueur du Trophée Rothman a été le premier club maltais à participer à la Coupe des coupes.

### Les années 1970-1980
Au début des années 1970, le championnat de Malte a donné accès à une nouvelle coupe d'Europe, la Coupe des villes de foires, l'attractivité pour le football étant en augmentation sur l'île, la fédération maltaise a alors décidé de faire passer le nombre de clubs participants à la première division à dix durant cette première décennie. À partir des années 1980, la compétition a changé de noms et est devenu la Premier League Maltaise, les organisateurs se sont alors lancés à la recherche d'un nouveau format plus adapté au dimension du pays. La saison 1983-84, la première composé de deux phases a été les prémices du format que l'on connaitra par la suite.
Sur le plan sportif, rien n'a changé durant la première décennie de cette période, le Floriana FC (4 titres), le Sliema Wanderers FC et le Valletta FC (3 titres chacun) n'ont laissé que peu de place à la concurrence. Mais ce fut les dernières années de leur domination, en effet les années 1980 ont vu l'éclosion de nouveaux cadors de l'île, ainsi le Hamrun Spartans, le Hibernians FC et le Rabat Ajax ont remporté à eux trois la quasi-totalité des titres de cette seconde décennie.

### Le championnat à deux phases (1992-2014)
C'est à partir de 1992 que le championnat est passé d'une à deux phases, à partir de cette saisons les dix clubs participants à la compétition ont joué une première phase après laquelle ils ont été divisés en deux groupes, un pour sacrer le champion et l'autre pour éviter la relégation.
Ce nouveau format a été fatal au Floriana FC qui n'a été sacré champion qu'une seule fois depuis l'instauration de cette nouvelle formule. Par contre, sur seize éditions, le Valletta FC (6 titres) et le Sliema Wanderers FC (4 titres) ont chacun leur tours dominé la compétition.

### Le championnat à deux phases (depuis 2014)
Pour la saison 2014-2015 le retourne à un fonctionnement à une phase unique et les douze clubs du pays s'affronte chacun 3 fois.
Depuis 2017 le championnat comporte 14 clubs et comporte que une seule phase de match aller-retour.

## Format de la compétition

### Format avant 2014

#### Première phase
Les 10 clubs s'affrontent lors d'une série de matchs aller-retour s'étalant sur 18 journées.  
Les six premiers au terme de ces matchs sont qualifiés pour le groupe des champions, les quatre derniers pour le groupe de relégation.

#### Deuxième phase
Dans chaque groupe, les équipes s'affrontent lors d'une série de matchs aller-retour s'étalant sur 10 et 6 journées respectivement pour le groupe des champions et le groupe de relégation, en gardant les points acquis lors de la première phase.
Le titre est attribué au premier du groupe des champions.
Le dernier du groupe de relégation descend en Maltese First Division alors que l'avant-dernier est qualifié pour un match de barrage.

### Format depuis 2017
Depuis 2017, les 12 clubs s'affrontent lors d'une série de matchs aller-retour s'étalant sur 26 journées.

### Qualifications européennes
Le champion est qualifié pour disputer les phases préliminaires de la Ligue des champions.
Les deuxième et troisième sont qualifiés pour la Ligue Conférence avec le vainqueur de la coupe de Malte.

## Palmarès
| Saison                                  | Champion                      |
| 1909/1910                               | Floriana FC (1)               |
| 1910/1911                               | Championnat non joué          |
| 1911/1912                               | Floriana FC (2)               |
| 1912/1913                               | Floriana FC (3)               |
| 1913/1914                               | Hamrun Spartans (1)           |
| 1914/1915                               | Valletta FC (1)               |
| 1915/1916                               | Championnat non joué          |
| 1916/1917                               | St. George's FC (1)           |
| 1917/1918                               | Hamrun Spartans (2)           |
| 1918/1919                               | King's Own Malta Regiment (1) |
| 1919/1920                               | Sliema Wanderers FC (1)       |
| 1920/1921                               | Floriana FC (4)               |
| 1921/1922                               | Floriana FC (5)               |
| 1922/1923                               | Sliema Wanderers FC (2)       |
| 1923/1924                               | Sliema Wanderers FC (3)       |
| 1924/1925                               | Floriana FC (6)               |
| 1925/1926                               | Sliema Wanderers FC (4)       |
| 1926/1927                               | Floriana FC (7)               |
| 1927/1928                               | Floriana FC (8)               |
| 1928/1929                               | Floriana FC (9)               |
| 1929/1930                               | Sliema Wanderers FC (5)       |
| 1930/1931                               | Floriana FC (10)              |
| 1931/1932                               | Valletta FC (2)               |
| 1932/1933                               | Sliema Wanderers FC (6)       |
| 1933/1934                               | Sliema Wanderers FC (7)       |
| 1934/1935                               | Floriana FC (11)              |
| 1935/1936                               | Sliema Wanderers FC (8)       |
| 1936/1937                               | Floriana FC (12)              |
| 1937/1938                               | Sliema Wanderers FC (9)       |
| 1938/1939                               | Sliema Wanderers FC (10)      |
| 1939/1940                               | Sliema Wanderers FC (11)      |
| Championnat non joué entre 1941 et 1943 |                               |
| 1944/1945                               | Valletta FC (3)               |
| 1945/1946                               | Valletta FC (4)               |
| 1946/1947                               | Hamrun Spartans (3)           |
| 1947/1948                               | Valletta FC (5)               |
| 1948/1949                               | Sliema Wanderers FC (12)      |
| 1949/1950                               | Floriana FC (13)              |
| 1950/1951                               | Floriana FC (14)              |
| 1951/1952                               | Floriana FC (15)              |
| 1952/1953                               | Floriana FC (16)              |
| 1953/1954                               | Sliema Wanderers FC (13)      |
| 1954/1955                               | Floriana FC (17)              |
| 1955/1956                               | Sliema Wanderers FC (14)      |
| 1956/1957                               | Sliema Wanderers FC (15)      |
| 1957/1958                               | Floriana FC (18)              |
| 1958/1959                               | Valletta FC (6)               |
| 1959/1960                               | Valletta FC (7)               |
| 1960/1961                               | Hibernians FC (1)             |
| 1961/1962                               | Floriana FC (19)              |
| 1962/1963                               | Valletta FC (8)               |
| 1963/1964                               | Sliema Wanderers FC (16)      |
| 1964/1965                               | Sliema Wanderers FC (17)      |
| 1965/1966                               | Sliema Wanderers FC (18)      |
| 1966/1967                               | Hibernians FC (2)             |
| 1967/1968                               | Floriana FC (20)              |
| 1968/1969                               | Hibernians FC (3)             |
| 1969/1970                               | Floriana FC (21)              |
| 1970/1971                               | Sliema Wanderers FC (19)      |
| 1971/1972                               | Sliema Wanderers FC (20)      |
| 1972/1973                               | Floriana FC (22)              |
| 1973/1974                               | Valletta FC (9)               |
| 1974/1975                               | Floriana FC (23)              |
| 1975/1976                               | Sliema Wanderers FC (21)      |
| 1976/1977                               | Floriana FC (24)              |
| 1977/1978                               | Valletta FC (10)              |
| 1978/1979                               | Hibernians FC (4)             |
| 1979/1980                               | Valletta FC (11)              |
| 1980/1981                               | Hibernians FC (5)             |
| 1981/1982                               | Hibernians FC (6)             |
| 1982/1983                               | Hamrun Spartans (4)           |
| 1983/1984                               | Valletta FC (12)              |
| 1984/1985                               | Rabat Ajax (1)                |
| 1985/1986                               | Rabat Ajax (2)                |
| 1986/1987                               | Hamrun Spartans (5)           |
| 1987/1988                               | Hamrun Spartans (6)           |
| 1988/1989                               | Sliema Wanderers FC (22)      |
| 1989/1990                               | Valletta FC (13)              |
| 1990/1991                               | Hamrun Spartans (7)           |
| 1991/1992                               | Valletta FC (14)              |
| 1992/1993                               | Floriana FC (25)              |
| 1993/1994                               | Hibernians FC (7)             |
| 1994/1995                               | Hibernians FC (8)             |
| 1995/1996                               | Sliema Wanderers FC (23)      |
| 1996/1997                               | Valletta FC (15)              |
| 1997/1998                               | Valletta FC (16)              |
| 1998/1999                               | Valletta FC (17)              |
| 1999/2000                               | Birkirkara FC (1)             |
| 2000/2001                               | Valletta FC (18)              |
| 2001/2002                               | Hibernians FC (9)             |
| 2002/2003                               | Sliema Wanderers FC (24)      |
| 2003/2004                               | Sliema Wanderers FC (25)      |
| 2004/2005                               | Sliema Wanderers FC (26)      |
| 2005/2006                               | Birkirkara FC (2)             |
| 2006/2007                               | Marsaxlokk FC (1)             |
| 2007/2008                               | Valletta FC (19)              |
| 2008/2009                               | Hibernians FC (10)            |
| 2009/2010                               | Birkirkara FC (3)             |
| 2010/2011                               | Valletta FC (20)              |
| 2011/2012                               | Valletta FC (21)              |
| 2012/2013                               | Birkirkara FC (4)             |
| 2013/2014                               | Valletta FC (22)              |
| 2014/2015                               | Hibernians FC (11)            |
| 2015/2016                               | Valletta FC (23)              |
| 2016/2017                               | Hibernians FC (12)            |
| 2017/2018                               | Valletta FC (24)              |
| 2018/2019                               | Valletta FC (25)              |
| 2019/2020                               | Floriana FC (26)              |
| 2020/2021                               | Hamrun Spartans (8)           |
| 2021/2022                               | Hibernians FC (13)            |
| 2022/2023                               | Hamrun Spartans (9)           |
| 2023/2024                               | Hamrun Spartans (10)          |
| 2024/2025                               | Hamrun Spartans (11)          |

## Bilan
| Club                      | Titres | Années |
| Sliema Wanderers FC       | 26     | 1920, 1923, 1924, 1926, 1930, 1933, 1934, 1936, 1938, 1939, 1940, 1949, 1954, 1956, 1957, 1964, 1965, 1966, 1971, 1972, 1976, 1989, 1996, 2003, 2004 , 2005 |
| Floriana FC               | 26     | 1910, 1912, 1913, 1921, 1922, 1925, 1927, 1928, 1929, 1931, 1935, 1937, 1950, 1951, 1952, 1953, 1955, 1958, 1962, 1968, 1970, 1973, 1975, 1977, 1993 , 2020 |
| Valletta FC               | 25     | 1915, 1932, 1945, 1946, 1948, 1959, 1960, 1963, 1974, 1978, 1980, 1984, 1990, 1992, 1997, 1998, 1999, 2001, 2008, 2011, 2012, 2014, 2016, 2018 , 2019       |
| Hibernians FC             | 13     | 1961, 1967, 1969, 1979, 1981, 1982, 1994, 1995, 2002, 2009, 2015, 2017 , 2022                                                                               |
| Hamrun Spartans           | 11     | 1914, 1918, 1947, 1983, 1987, 1988, 1991, 2021, 2023, 2024, 2025                                                                                            |
| Birkirkara FC             | 4      | 2000, 2006, 2010, 2013 |
| Rabat Ajax                | 2      | 1985, 1986 |
| St. George's FC           | 1      | 1917 |
| King's Own Malta Regiment | 1      | 1919 |
| Marsaxlokk FC             | 1      | 2007 |

## Compétitions européennes

### Classement du championnat
Le tableau ci-dessous récapitule le classement de Malte au coefficient UEFA depuis 1962. Ce coefficient par nation est utilisé pour attribuer à chaque pays un nombre de places pour les compétitions européennes ainsi que les tours auxquels les clubs doivent entrer dans la compétition.
| 1962 | 1963 | 1964 | 1965 | 1966 | 1967 | 1968 | 1969 | 1970 | 1971 | 1972 | 1973 | 1974 | 1975 | 1976 | 1977 | 1978 | 1979 | 1980 | 1981 | 1982 | 1983 | 1984 | 1985 | 1986 | 1987 | 1988 | 1989 | 1990 | 1991 | 1992 | 1993 |
| ---- | ---- | ---- | ---- | ---- | ---- | ---- | ---- | ---- | ---- | ---- | ---- | ---- | ---- | ---- | ---- | ---- | ---- | ---- | ---- | ---- | ---- | ---- | ---- | ---- | ---- | ---- | ---- | ---- | ---- | ---- | ---- |
| 28   | 29   | 31   | 31   | 32   | 32   | 32   | 31   | 29   | 31   | 28   | 29   | 29   | 29   | 28   | 31   | 30   | 30   | 31   | 29   | 32   | 33   | 33   | 31   | 32   | 32   | 32   | 32   | 30   | 33   | 32   | 33   |
| 1994 | 1995 | 1996 | 1997 | 1998 | 1999 | 2000 | 2001 | 2002 | 2003 | 2004 | 2005 | 2006 | 2007 | 2008 | 2009 | 2010 | 2011 | 2012 | 2013 | 2014 | 2015 | 2016 | 2017 | 2018 | 2019 | 2020 | 2021 | 2022 | 2023 | 2024 | 2025 |
| 34   | 37   | 38   | 42   | 42   | 43   | 42   | 43   | 39   | 40   | 39   | 42   | 44   | 50   | 50   | 52   | 52   | 48   | 45   | 44   | 45   | 47   | 50   | 49   | 47   | 45   | 45   | 46   | 46   | 45   | 45   | 41   |

Le tableau suivant affiche le coefficient actuel du championnat maltais.
| Rang | Pays            | 2020-2021 | 2021-2022 | 2022-2023 | 2023-2024 | 2024-2025 | Coefficient |
| ---- | --------------- | --------- | --------- | --------- | --------- | --------- | ----------- |
| 39   | Kazakhstan      | 1,000     | 2,875     | 1,125     | 3,125     | 3,000     | 11,125      |
| 40   | Îles Féroé      | 2,750     | 1,500     | 2,250     | 2,750     | 1,500     | 10,750      |
| 41   | Malte           | 1,500     | 1,875     | 2,625     | 1,500     | 1,000     | 8,500       |
| 42   | Irlande du Nord | 2,833     | 1,625     | 1,250     | 1,125     | 1,500     | 8,333       |
| 43   | Lituanie        | 1,625     | 1,750     | 2,375     | 1,125     | 1,250     | 8,125       |

### Coefficient UEFA des clubs
| Rang | Club            | 2020-2021 | 2021-2022 | 2022-2023 | 2023-2024 | 2024-2025 | Coefficient |
| ---- | --------------- | --------- | --------- | --------- | --------- | --------- | ----------- |
| 250  | Hamrun Spartans | -         | -         | 2,500     | 2,000     | 1,500     | 6,000       |
| 261  | Gzira United    | -         | 1,500     | 2,000     | 2,000     | -         | 5,500       |
| 265  | Hibernians FC   | 1,500     | 2,000     | 2,000     | -         | -         | 5,500       |
| 309  | Floriana FC     | 2,000     | -         | 1,000     | -         | 1,500     | 4,500       |
| 372  | Birkirkara FC   | -         | 1,500     | -         | 1,000     | -         | 2,500       |